# Helicopsyche ruprawathi
Helicopsyche ruprawathi är en nattsländeart som beskrevs av Schmid 1958. Helicopsyche ruprawathi ingår i släktet Helicopsyche och familjen Helicopsychidae. Inga underarter finns listade i Catalogue of Life.